# Mühlviertel

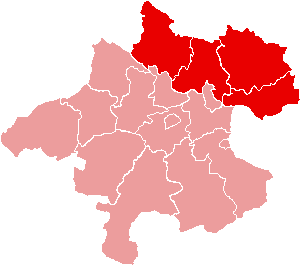
Mapa del distrito de Mühlviertel en Alta Austria.

El Mühlviertel (pronunciación en alemán: /ˈmyːlˌfiːɐ̯təl/), también conocido como Mühlkreis, es una región de Austria y representa uno de los cuatro viertel (cuartos) históricos de Alta Austria, siendo la parte de Alta Austria que se encuentra al norte del Danubio y pertenece a las tierras altas de granito y gneis.
El Mühlviertel toma su nombre de los ríos que lo atraviesan, los Große Mühl, Kleine Mühl y Steinerne Mühl. El Mühlviertel en su terminología actual existe desde 1779, cuando el Machlandviertel se convirtió en parte del Mühlviertel.
Desde la formación de los distritos políticos en 1868, los cuartos de Alta Austria ya no tienen una base legal y son nombres puramente paisajísticos. La división de distrito más antigua, que todavía se basaba en los barrios antiguos, fue reemplazada.
El área urbana de Linz al norte del Danubio (los distritos urbanos Urfahr, Pöstlingberg, St. Magdalena y Dornach-Auhof) también pertenecen al Mühlviertel.
Si se suman los distritos políticos al norte del Danubio, Mühlviertel tiene una extensión de 3080 km², el 25,7 por ciento del área de Alta Austria (11 980 km²) y, por lo tanto, es el segundo más grande de los cuatro cuartos después del Traunviertel.

## Geografía

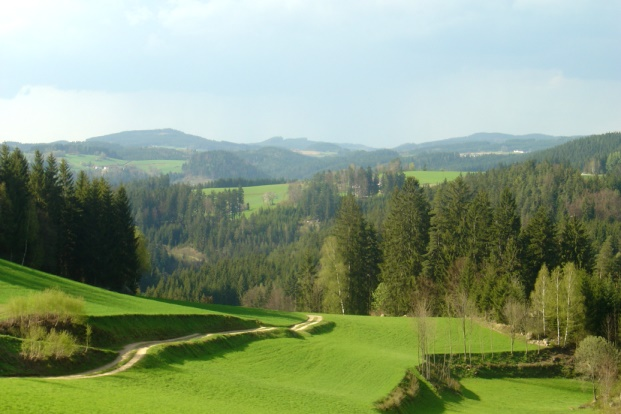
Paisaje montañoso típico de Mühlviertel, alternando con bosques y campos.

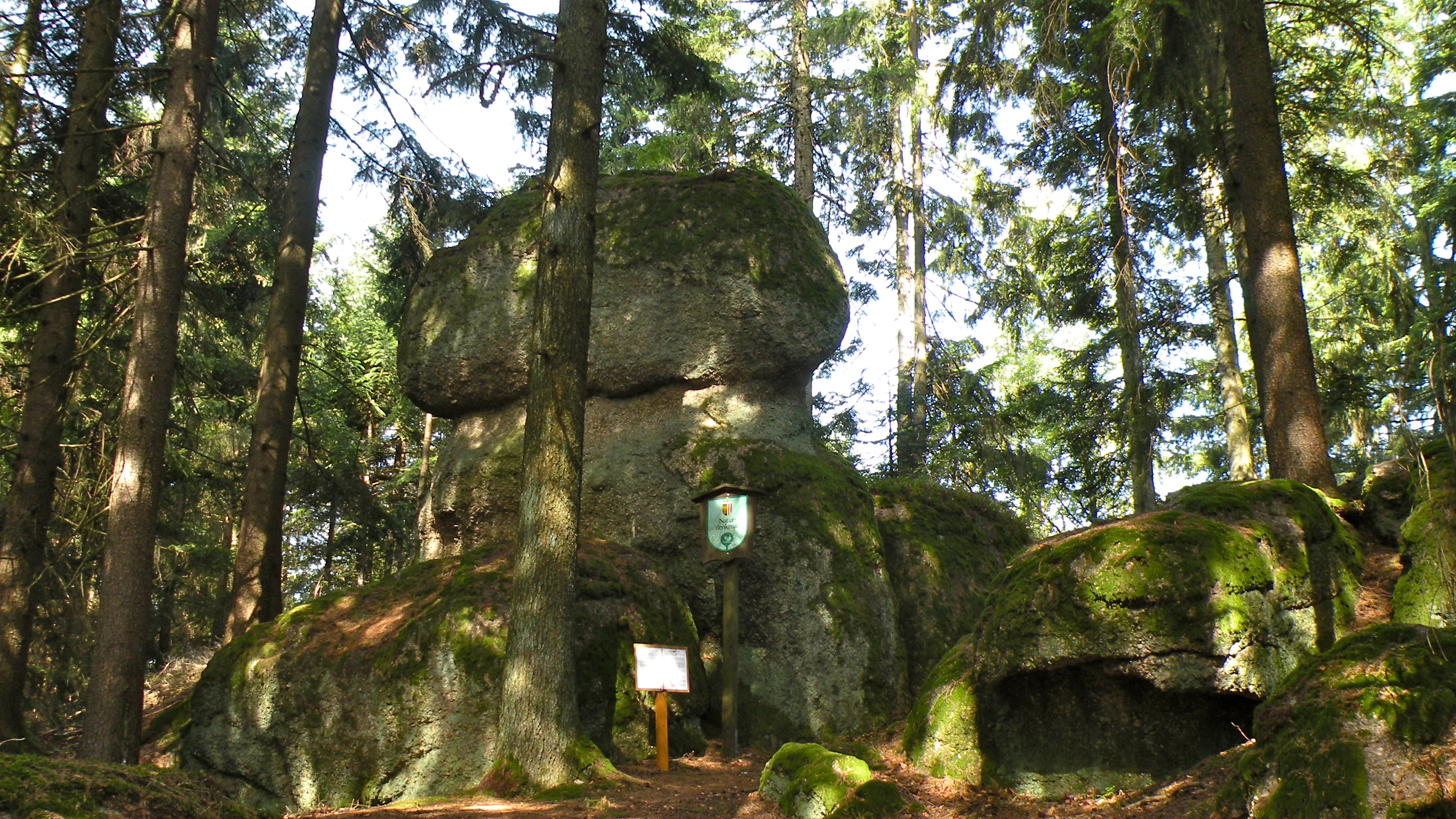
Formación rocosa en un bosque.

El Mühlviertel limita con Baviera al oeste, con Bohemia Meridional al norte y la Baja Austria al este y sureste. Naturalmente, pertenece a las tierras altas de granito y gneis del macizo de Bohemia. La montaña más alta es la Plöckenstein, con 1378 metros de altura, en el trifinio de la selva de Bohemia de Austria. En el municipio de Sankt Nikola an der Donau, cerca de Hirschenau, el punto más bajo del Mühlviertel tiene 228 metros. Las únicas zonas planas del Mühlviertel se encuentran entre Aschach an der Donau y Ottensheim (la parte de la cuenca Eferdinger al norte del Danubio) y entre Mauthausen y Grein (Machland).
El granito y el gneis son el subsuelo geológico del Mühlviertel, y los ríos y arroyos fluyen, con algunas excepciones en el norte de Mühlviertel, más allá de la principal cuenca hidrográfica europea, hacia el Danubio. El Mühlviertel se diferencia significativamente de otras partes del país principalmente por su ubicación y su subsuelo geológico en términos de flora y fauna. Las características especiales de la naturaleza del Mühlviertel incluyen aguas que fluyen en gran parte naturales, prados Bürstling (compuestos de Nardus stricta), formaciones rocosas en forma de caos de bloques, páramos, nutrias, linces y gencianas de Bohemia.
El Haselgraben divide al Mühlviertel en superior e inferior. Los valles de los ríos Große Mühl y Feldaistsenke también dividen el paisaje de oeste a este en los bosques de Passau y Greiner.